# Erechthias heliotoxa
Erechthias heliotoxa är en fjärilsart som beskrevs av Edward Meyrick 1935. Erechthias heliotoxa ingår i släktet Erechthias och familjen äkta malar. Inga underarter finns listade i Catalogue of Life.